# Клан Каннінгем

Гребінь клану Каннінгем.

Герб вождів клану Каннінгем.

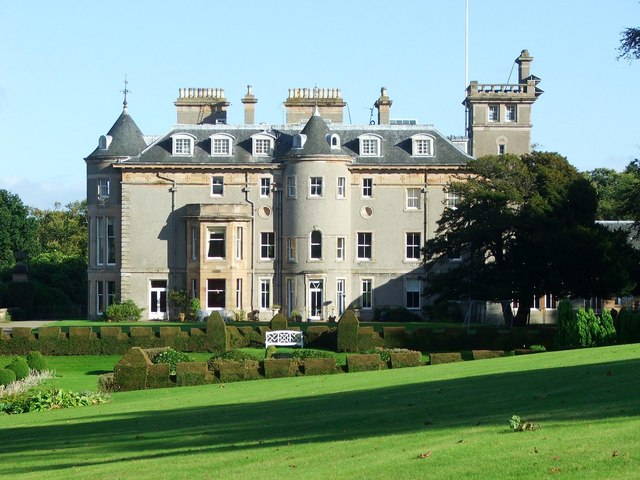
Замок Фінлайстоун - сучасний вигляд.

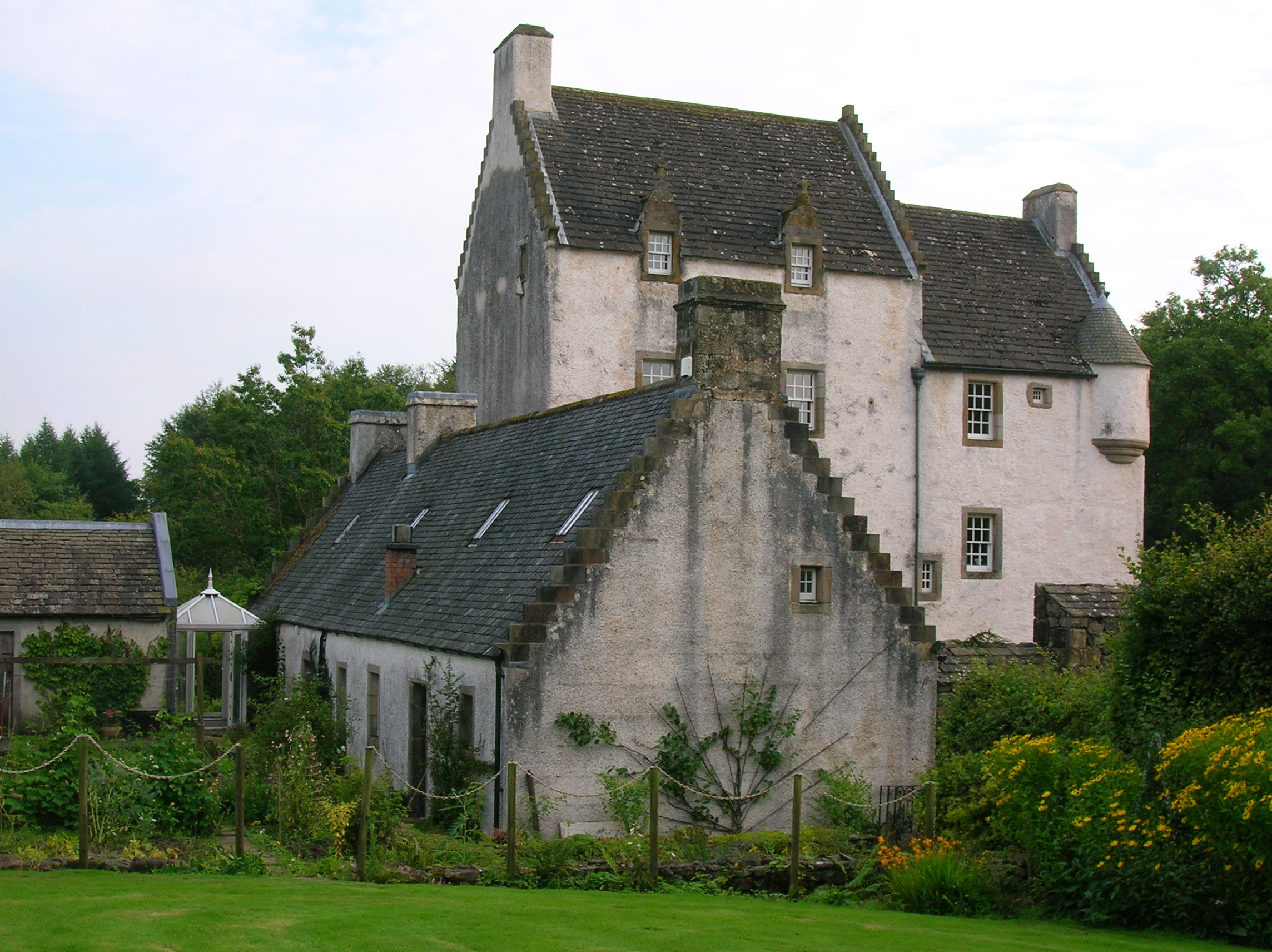
Замок Айкет.

Клан Каннінгем (шотл. - Clan Cunningham) - один з кланів рівнинної частини Шотландії - Лоуленду. 18 грудня 2013 року сер Джон Крістофер Фогго Монтгомері Каннінгем - баронет Корсехілл був визнаний герольдами Шотландії та лордом Лева вождем клану Каннінгем. Клан більше 200 років не мав свого вождя. Починаючи з цієї дати клан Каннінгем знову став повноцінним кланом Шотландії. Крім Шотландії велика кількість людей з клану Каннінгем живе в Ірландії. Так що клан Каннінгем є також ірландським кланом.
Гасло клану: Over fork over - Над вилами над
Землі клану: Айршир
Вождь клану: сер Джон Крістофер Фогго Монтгомері Каннінгем Кілмаурс - баронет Корсехілл
Резиденція вождя клану: Замок Фінлайстоун (шотл. - Finlaystone Castle)
Союзні клани: Грехем, Комін
Ворожі клани: Монтгомері

## Історія клану Каннінгем

### Походження клану Каннінгем
Давня назва клану Каннінгем - клан Канован (гельск. - Canowan). Клан жив і володів землями в Айрширі. Вважається, що клан з такою назвою існував з VI століття. Згідно історичної традиції вважається, що король Шотландії Малкольм III нагородив у 1059 році Малкольма мак Фрескіна з Танедома землями Каннінгем. Тому назва клану має територіальне походження. Назва Каннінгем імовірно походить від гельського слова cruinneag - круйннег - відро молока. Можливо, назва походить і від саксонського слова гам - ham - село. 
Перший вождь клану, який отримав королівську грамоту на землі Каннінгем був Варнебальд (шотл. - Warnebald) або його син Роберт. цю грамоту клан отримав десь у 1160 - 1180 роках. Існує легенда про те, як Малкольм мак Фрескін отримав землі від короля Шотландії Малкольма III після того як він сховав короля під сіном в сараї. І це відображено на гербі вождів клану - там зображений знак, який нагадує вила. І в девізі клану - «Над вилами над». Але сер Джордж Маккензі стверджує, що цей герб і гребінь клану відображають те, що колись предки вождів клану лужили на королівській стайні. Є ще версія про те, що клан Каннінгем був союзником клану Комін на гербі якого були снопи. Потім клан Комін був знищений кланом Брюс. І герб клану Каннінгем з зображенням вил є натяком на їх колишніх союзників. 
Клан Каннінгем володів землями в приході Кілмаврс у кінці XIII століття. Лерд Кілмаврс  - Герві де Каннінгем підтримав короля Шотландії Олександра III під час війни з Норвегією і брав участь у битві під Ларгс у 1263 році. У наступному році він отримав гамоту від короля Шотланддії, що підтверджувала його право на землі, якими він володів. 

### XIV століття - війна за незалежність Шотландії
Назва клану і вождь клану Каннінгем фігурують у документі «Рагман Роллс» - присязі на вірність корроолю Англії Едварду І Довгоногому, який у 1296 році захопив Шотландію і змусив вождів шотландських кланів присягнути йому на вірність. Але потім клан Каннінгем приєднався до повстання за незалежність Шотландії та до лідера повстанців - Роберта Брюса, що став потім королем вільної Шотландії. Король Роберт І Брюс був щедрий до своїх соратників. Після перемоги у 1319 році Роберт Брюс дарував клану Каннінгем землі Ламбургтон в додаток до земель Кілмаврс, якими клан вже володів. Сер Вільям Каннінгем Кілмаврс був серед шотландських шляхтичів, які пішли заручниками в Англію під час викупу з полону короля Шотландії Девіда II, що потрапив в полон до англійців. Старший син сера Вільяма - теж Вільям одружився з Маргарет - дочкою сера Роберта Денністона і придбав завдяки цьому землі Глен-Керн та Фінлейстон в Ренфруширі. 

### XV - XVI століття
Онук сера Вільяма Каннінгема отримав титул лорда Кілмаврс у 1462 році і потім отримав титул графа Гленкайрн. Один з його молодших братів був засновником гілки клану Каннінгем Капрігтон, що пізніше прославилась в Шотландії. Інші відомі гілки клану - Каннінгем Каннінгемхед, Каннінгем Робертленд, Каннінгем Корсехілл. 
У 1488 році продовжилась ворожнеча і війна клану Каннінгем з кланом Монтгомері. Клан Монтгомері спалив замок Керелав, що належав клану Каннінгем. Це було епізодом вікової ворожнечі, що, певно, почалась, з суперечки щодо володінь Бейлі, які отримав лорд Монтгомері у 1448 році. Ці два клани були на протилежних сторонах в битві під Савхібурн: Х'ю Монтгомері серед повстанців і Олександр Каннінгем - І граф Гленкайрн серед прихильників короля Шотландії Джеймса III, що був розбитий. Давня суперечка за володіння Бейлі переросла в суцільну вендету - кровну помсту, яка тривала століттями. 
У XVI столітті стара ворожнеча і війна тривали. Едвард Каннінгем Авхенхарві був убитий в 1526 році, Арчибальд Каннінгем Ватерстоун був убитий в 1528 році. Замок Еглінтон, що належав клану Монтгомері був спалений кланом Каннінгем у тому ж році. В квітні 1586 року Х'ю Монтгомері - IV граф Еглінтон, у віці 24 років, їхав у Стерлінг на засідання суду згідно повеління короля тільки в супроводі кількох людей прислуги. Він зупинився в замку Лайншоу, щоб пообідати зі своїм близьким родичем - Монтгомері - лордом Лайншоу, його леді була Маргарет Каннінгем із замку Айкет, що мала сестер, які були у шлюбі з Джоном Каннінгемом Корсехіллом та Девідом Каннінгемом з Робертленду. Схоже, що змова з метою вбити графа була організована леді і, можливо, служницею, що теж була з клану Каннінгем. Як тільки граф покинув замок, в замку виставили білу серветку, що була знаком для засідки. 30 людей з клану Каннінгем напали на графа, коли він перетинав Аннік-Форд. Вбили його слуг, самого графа застрелив з пістолета Джон Каннінгем з замку Клонбейх. Кінь графа поніс його тіло вздовж річки, яка називається ще Плач, Траур або Шлях Вдів. Почалися акти помсти. Багато людей з клану Каннінгем були вбиті. Айкет був убитий біля свого дому; Робертленд та Корсехілл вдекли в Данію. Клонбейх був убитий біля замку Гамільтон - його вбили Роберт Монтгомері та Джон Поллок. Роберт потім вбив графа Гленкайрн - брата коменданта абатства Кілвінінг. Уряд короля Шотландії Якова VI вимагав від кланів примирення і змусив вождів кланів помиритися і потиснути один одному руки. У 1661 лорд-канцлер Вільям Каннінгем - IX граф Гленкайрн одружився з Маргарет Монтгомері - дочкою Олександра - VI графа Еглінтона, і це підвело риску під ворожнечею двох кланів. 
У 1513 році Катберт Каннінгем - граф Гленкайрн брав участь у битві під Флодден. V граф Каннінгем Гленкайрн був протестантом, реформатором церкви і покровителем Джона Нокса. Англія побачила в Реформації можливість створити проблеми для корони Шотландії і граф Гленкайр був звинувачений у фінансуванні єретиків. Граф Гленкайрн повстав проти королеви Шотландії Марії Стюарт, яка була католичкою, і в битві під Карберрі-Хілл у 1567 році, в якій прибічників короли Марії Стюарт було розбито і вона здалася повстанцям, граф Гленкайрн був одним з командирів армії повстанців. Потім граф Гленкайрн наказав знищити королівську каплицю в Голіруді. Клан Каннінгем був серед тих шотландських кланів які почали переселення і колонізацію північної Ірландії - Ольстера.  Сер Джеймс Каннінгем який одружився з дочкою графа Гленкайрн і отримав 5 000 акрів в Донеголі (Ірландія). Нині прізвище Каннінгем дуже поширене в Ольстері і входить до 70 найбільш поширених прізвищ. 

### XVII століття - громадянська війна
Під час громадянської війни на британських островах Вільям Каннінгем, IX граф Гленкайрн підтримав короля Англії і Шотландії Карла II. У 1653 році граф Гленкайрн підняв армію, яка протистояла генералу Монку. У серпні 1653 року граф Гленкайрн повів армію в Лохерн, Пертшир, де він зустрівся з вождями кланів Хайленду. У 1654 році граф Гленкайрн з арміює захопив Елгін. Потім він закликав до повстання всю Шотландію проти Олівера Кромвеля, але повстання було невдалим. Повстанців-роялістів розбили, але граф Гленкайрн врятувався, і після реставрації монархії отримав посаду лорд-канцлера Шотландії. 
У 1669 році сер Джон Каннінгем Капрінгтон - видатний юрист отримав титул баронета Нової Шотландії від короля Англії та Шотландії Карла II. 

### XVIII століття - повстання якобітів
Під час повстання якобітів клан загалом підтримав уряд Великої Британії. Під час битви під Куллоден у 1746 році британською артилерією, яка обстрілювала картеччю наступаючих якобітів була батарея Каннінгема, хоча Арчібальд Каннінгем, який мав нею командувати вже 2 місяці був як мертвий. 
Олександр Каннінгем був письменником, істориком, британським посланником до Венеції з 1715 по 1720 рік. Чарльз Каннінгем був художником, відомий своїми історичними картинами, деякі з яких знаходяться в Ермітажі в Санкт-Петербурзі, а також в Берліні. Вільям Каннінгем Робертленд був другом поета Роберта Бернса. Аллан Каннінгем був поетом і багато критиків вважали, що його майстерність не перевершила лише Роберта Бернса. Алана Каннінгема підтримав сер Вальтер Скотт, що опікувався дітьми Алана Каннінгема після його смерті.

## Замки клану Каннінгем
- Замок Фінлайстоун (шотл. - Finlaystone Castle) - його називають ще Фінлайстоун-хаус, розташований біля Порт-Глазго в графстві Інверклайд (недалеко від кордону з графством Ренфрушир), належав з 1399 по 1873 клану Каннінгем (їх вождям лордам Кілмаврс з 1399 по 1488 рік та їх вождям і графам Гленкайрн з 1488 по 1796 рік, коли основна лінія графів і вождів клану вимерла і клан не мав вождя аж до XXI століття. У 1797 році замок був переданий спадкоємцям вождів клану Каннінгем - Роберту Каннінгему Грему Дартмору. У 1873 році замок був проданий клану Кідстон, а потім замок перейшов до клану МакМіллан у 1929 році.
- Замок Кілмаврс (шотл. - Kilmaurs Place) - у двох з половиною милях на північ від Кілмарнок в графстві Айршир, датується 1620 роком, хоча землі Кілмаврс належали клану Каннінгем з XIII століття.
- Замок Гленкайрн (шотл. - Glencairn Castle) - тепер відомий як Максвелтон-хаус, знаходиться в декількох милях на схід від Моніайв в Дамфрісі і Галловей. Будівля XVII століття, будинок з двох поверхів і включає в себе більш пізньої забудови особняк і вежу. До перебудови на цьому місці знаходились більш давні оборонні споруди. Замок належав графам Гленкайрн. Замок був проданий клану Лорі в 1611 році і вони змінили назву замку з Гленкайрн на Максвелтон.
- Замок Капрінгтон (шотл. - Caprington Castle) - приблизно в двох милях на північний захід від Кілмарнок, Ейршир. Основна забудова початку XV століття. Спочатку замок належав клану Воллес Сундрум, але потім, в результаті шлюбу в 1425 році замок перейшов у власність клану Каннінгем, що назвав цей замок Капрінгтон.
- Замок Айкет (шотл. - Aiket Castle ) - приблизно в чотирьох милях на південний схід від Бейх, Ейршир, будівництво датується XVI століттям. Потім вежу і будівлі перебудовували. Землі навколо замку належали гілці Каннінгем Айкет з XV століття, можливо й раніше. Замок перейшов у власність клану Данлоп у XVIII столітті. Потім замок поступово руйнувався, використовувався для розміщення сільськогосподарських робітників, поки вона не згорів вщент в 1960-х роках.
- Замок Робертленд (шотл. - Robertland Castle) - близько однієї милі на північний схід від Стевартона, Ейршир. Належав клану Каннінгем з 1506 року. Володарем замку був Девід Каннінгем Робертленд, що вбив Х'ю Монтгомері. Але Девіда Каннінгема пізніше вислідили і вбили. Ворожнеча між кланами Каннінгем та Монтгомері тривала ще довго.
- Замок Керелоу (шотл. - Kerelaw Castle) - побудований кланом Каннінгем - графами Гленкайрн. Був зруйнований в 1488 році кланом Монтгомері. Знову повернув собі цей замок клан Кеннінгем і частково відбудував у 1528 році.
- Замок Авхенхарві (шотл. - Auchenharvie Castle)
- Замок Корсехілл (шотл. - Corsehill Castle) - Стьюартон.
- Замок Лайншоу (шотл. - Lainshaw Castle) - Стьюартон.
- Замок Клонбейх (шотл. - Clonbeith Castle) - Авхентібер.
- Замок Монтгрінен (шотл. - Montgreenan Castle) - Авхентібер.
- Замок Гленгарнок (шотл. - Glengarnock Castle)